# Wild-Eisfälle
Der Wild-Eisfälle sind ausgedehnte Gletscherbrüche in der antarktischen Ross Dependency. In der Königin-Alexandra-Kette des Transantarktischen Gebirges liegen sie zwischen Mount Wild und Mount Buckley am Kopfende des Beardmore-Gletschers. 
Wissenschaftler einer von 1961 bis 1962 durchgeführten Kampagne der New Zealand Geological Survey Antarctic Expedition benannten ihn in Anlehnung an die Benennung des Mount Wild. Dessen Namensgeber ist der britische Polarforscher Frank Wild (1873–1939).